# 1191 Alfaterna
Alfaterna (asteróide 1191) é um asteróide da cintura principal com um diâmetro de 42,09 quilómetros, a 2,743638 UA. Possui uma excentricidade de 0,0509431 e um período orbital de 1 795,33 dias (4,92 anos).
Alfaterna tem uma velocidade orbital média de 17,5176347 km/s e uma inclinação de 18,47624º.
Esse asteróide foi descoberto em 11 de Fevereiro de 1931 por Luigi Volta.